# 코크 허버트
코크 허버트(Cork Hubbert, 1952년 7월 3일 ~ 2003년 9월 28일)는 미국의 배우, 텔레비전 배우이다.
베니스에서 사망하였다. 사인은 당뇨병이다.

## 영화
- 라이프피오디 (1993년)
- 슬픈 카페의 노래 (1991년)
- 지하 터널의 전설 (1989년)
- 젊은 전사들 (1987년)
- 리젠드 (1985년)
- 낫 포 퍼블리케이션 (1984년)
- 무지개 아래 (1981년)
- 원시인 (1981년)